# 伊藤忠都市開発
伊藤忠都市開発株式会社（いとうちゅうとしかいはつ）は、日本の不動産会社である。伊藤忠商事から独立、伊藤忠グループに属する。

## 概要
伊藤忠商事は、かつては本体で「シーアイ」ブランドでのマンション開発を行っており、1992年には「イトーピア」ブランドのマンションを展開していた伊藤忠不動産を吸収合併して事業を強化した。このマンション開発部門を1997年に（実質）再分割したのが伊藤忠都市開発である。
2007年には「イトーピア」に代わる新ブランド・「クレヴィア」の展開を開始した。
親会社の伊藤忠商事とともに、アドバンス・レジデンス投資法人及びアドバンス・ロジスティクス投資法人のスポンサーである。

## 関連企業
- 伊藤忠ハウジング
- 伊藤忠アーバンコミュニティ
- イトーピアホーム
- ADインベストメント・マネジメント
- シーアイタウン利府葉山
- 幕張シティ